# 米尼佛夫人問題

米尼佛夫人問題就是要使中間交集的白色部份面積和任一圓的新月形部份面積相等

米尼佛夫人問題是一個關於圓的平面幾何問題。給定一個圓A，找出一個圓B，使得A、B相交的面積，等於A和B的對稱差。
這個問題源自Jan Struther的一篇關於她筆下的人物米尼佛夫人：
她將每段關係視為一對相交的圓形。似乎相交的地方越多，關係便越好；可惜事實非此。過了某個限度，邊際報酬遞減定律的惡果便出現。因為雙方沒有足夠的私人空間。最好的情況應該是，兩邊新月形之和，剛好和中間的葉形面積一樣。紙上談兵的話，可以用數學方式算出，但在真實世界，卻無法達到。
實際計算並不複雜，但因涉及超越數，多是得到大約的答案。在兩個圓大小相等時，兩圓圓心的距離和半徑之比約為0.807946。